# Stade de l'Ill
Le stade de l'Ill est le stade de football principal de la ville de Mulhouse.
Même s'il est pourvu d'une piste d'athlétisme, il est surtout connu pour être le stade du club de football du FC Mulhouse. Aujourd'hui le stade a une capacité de 7 871 places dans 3 tribunes (Honneur, Gradins et Complémentaires), la tribune Johansen ayant été fermée au public en novembre 2021 puis démolie en 2024.

## Histoire du stade

### Projet et construction
Inauguré le 11 août 1979 en remplacement du stade de Bourtzwiller devenu vétuste, le stade est situé dans le quartier de Dornach au bord de la rivière de l'Ill, d'où son nom le stade de l'Ill.
La Ville de Mulhouse, dans l'élan de modernisation urbaine des années 1950-1960, avait planifié une vaste zone de loisirs et d'équipements sportifs, dont un stade omnisports, dans ce secteur.
Finalement, au début de l'année 1977, la construction d'un grand stade omnisports commence par la construction des gradins non-couverts et le début de la construction de la tribune Honneur. Les gradins sont terminés durant l'année 1978 et ceux de la tribune Honneur en 1979. Le nouveau stade est inauguré le 11 août 1979.

### Après inauguration
Le stade, était composé à l'origine de 10 000 places en gradins debout et d'une tribune d'honneur de 2 602 places ainsi qu'une piste d'athlétisme à 8 couloirs ceinturant le terrain de football. En 1982 fut rajoutée une nouvelle tribune dite Sud de 3 432 places. La tribune d'honneur fut baptisée Pierre Hornus (1908-1995) en l'honneur d'un ancien grand joueur et président du FCM, de même la tribune Sud fut baptisée Frédéric Johansen (1972-1992) jeune international espoir du club décédé dans un accident de la route.
Le record d'affluence fut établi en 1989 avec près de 17 500 spectateurs payants pour le match de D1 opposant le FCM à l'Olympique de Marseille. Le FCM baissant fortement de niveau à partir des années 1990, les grosses affluences disparurent, seule la Coupe de France sporadiquement redonne un peu de vie au stade.
Hors matchs du FC Mulhouse, il y eut de temps à autre également des rencontres amicales ou officielles au stade de l'Ill. Par exemple, en 1993 un France Espoirs-Israël Espoirs (3-0), en 2001 un France A'-Allemagne « A2 » (1-2), ou en Coupe de France en 2006, le match de 8e de finale opposant les voisins des SR Colmar au Stade rennais (1-4)...
Un évènement historique marqua aussi le Stade de l'Ill : lors de son voyage officiel en Alsace en octobre 1988, le pape Jean-Paul II célébra une messe, le 11 octobre 1988, devant une foule considérable,.

### Vétusté du stade
En 2010, bien qu'aucun changement structurel notable n'ait eu lieu au niveau des infrastructures du stade, la contenance a été réduite à 11 303 places pour se conformer aux normes de sécurité. L'équipement dans son ensemble commence à devenir obsolète par manque d'entretien
A la fin des années 2010 : La tribune Johansen, construite en 1982, est particulièrement délabrée. En effet, les infiltrations d'eau par le toit et le peu d'entretien ont fait pourrir la structure en bois de la construction. La tribune sera fermée au public en novembre 2021 pour être finalement démolie en 2024 ,.. La capacité actuelle théorique du stade est maintenant de 7 871 places..

## Panorama du stade

## Record d'affluence
| Rang | Spectateurs | Compétition     | Rencontre                              | Date |
| ---- | ----------- | --------------- | -------------------------------------- | ---- |
| 1    | 17 342      | Division 1      | FC Mulhouse - Olympique de Marseille   | 1989 |
| 2    | 17 000      | Coupe de France | FC Mulhouse - FC Girondins de Bordeaux | 1984 |
| 3    | 16 500      | Division 1      | FC Mulhouse - FC Nantes                | 1983 |
| 4    | 16 430      | Coupe de France | FC Mulhouse - FC Nantes                | 1984 |
| 5    | 16 000      | Coupe de France | FC Mulhouse - Paris SG                 | 1986 |